# 엄격 변주곡

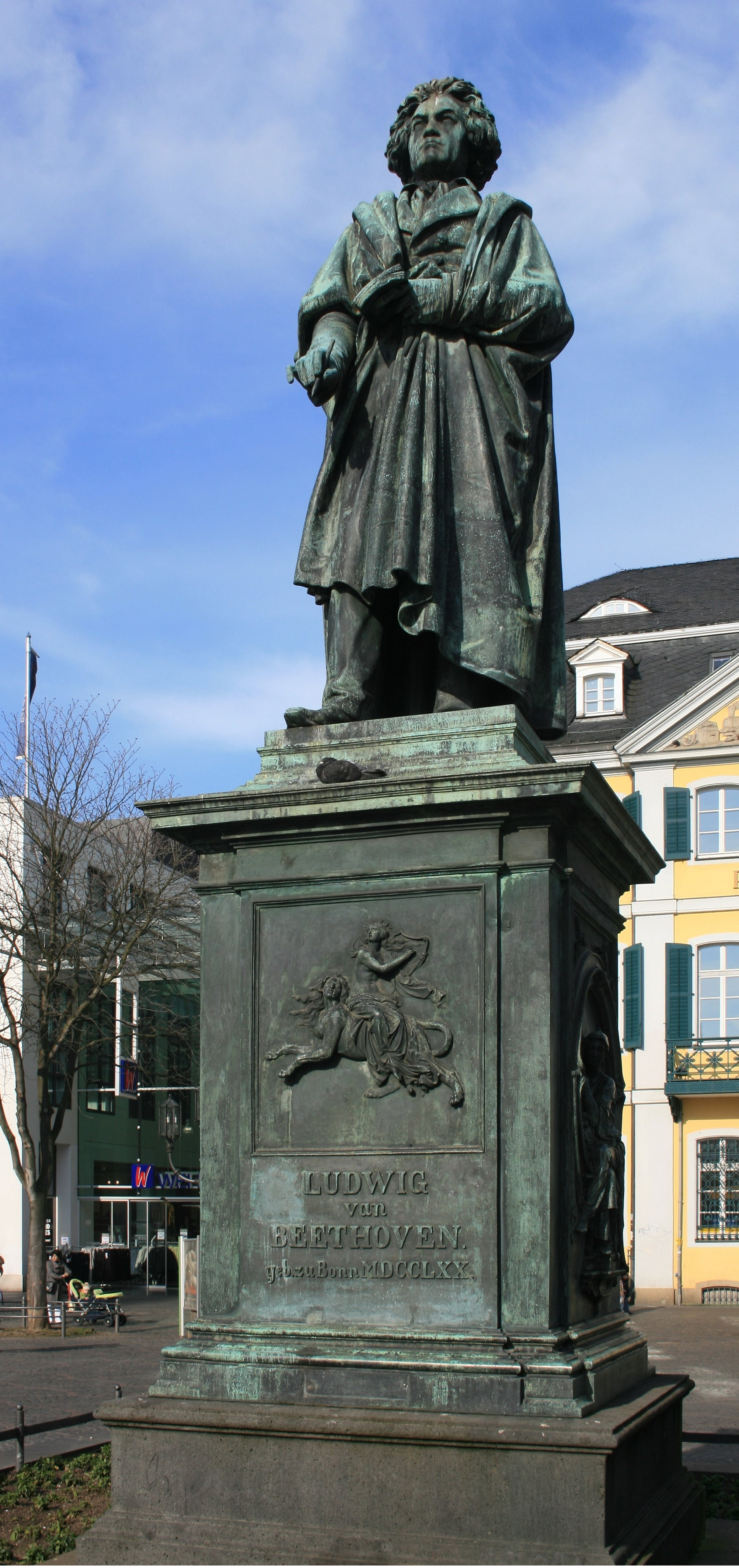
본의 베토벤 기념비

《엄격 변주곡 작품번호 54》는 펠릭스 멘델스존의 피아노곡이다. 라단조의 주제와 17개의 변주로 구성되어 있다. 1841년 6월 4일 완성되었다. 일반적인 공연은 약 11분 동안 지속된다.
이 작품은 루트비히 판 베토벤의 고향 본에 대형 동상을 건립하기 위한 기금 마련 캠페인의 일환으로 쓰였다. 출판사 Pietro Mechetti는 멘델스존에게 1842년 1월에 출판된 '베토벤 앨범'에 기고해 줄 것을 요청했다. 여기에는 리스트, 쇼팽, 모셸레스 등의 작품도 포함되어 있으며 그 수익금은 기념비에 기부되었다. ( 슈만의 환상곡은 원래 같은 목적으로 의도된 작업의 최종 결과였다.)
멘델스존은 세 묶음의 피아노 변주곡을 작곡한 것으로 알려져 있지만 그의 생애 동안 출판된 것은 이것 하나뿐이다.
이 곡을 연주하려면 고도의 기교가 필요하다.